# Grossuana euxina
Grossuana euxina is een slakkensoort uit de familie van de Hydrobiidae. De wetenschappelijke naam van de soort is voor het eerst geldig gepubliceerd in 1928 door A.J. Wagner.